# ゆずぽん (漫画家)
ゆずぽん（3月2日 - ）は、日本の漫画家。女性。かつては富士美出版の『FANTASY COCKTAIL』に作品を発表していた。双葉社の『M'sアクション』・『アクションピザッツ』などに作品を掲載している。代表作は、『M'sアクション』に連載された『彼女の飼い方』など。
童顔のストレートヘアーのグラマラスな女性がヒロインをつとめることが多い。
『銀魂』のファンである。怪談話が好きである。

## 作品リスト
- 『Honey - ゆずぽん名作劇場』 2002年5月発売、富士美出版〈富士美コミックス〉、ISBN 4-89421-477-6
- 『Twins?!―坂枝家へようこそ』 2003年4月25日発売、富士美出版〈富士美コミックス〉、ISBN 4-89421-522-5
  - 『Twins?!―坂枝家へようこそ』 2008年1月発売、蒼竜社〈プラザCOMIX〉、ISBN 978-4-88386-345-7
- 『Hi-na-co』 2004年4月発売、富士美出版〈富士美コミックス〉、ISBN 4-89421-563-2
- 『たわわに実ってます!』 2004年5月17日発売[3]、エンジェル出版 〈エンジェルコミックス〉、ISBN 4-87306-188-1
収録作品：「たわわに実ってます！」1 - 3・「ハードにウェディング」・「ラブラブ３者面談」・「めいのエッチゲーム」・「ランチにしよっ」・「はじめての家庭訪問」
- 『Hしまくりっ!』 2005年2月17日発売[3]、エンジェル出版〈エンジェルコミックス〉、ISBN 4-87306-207-1
収録作品：「Hしまくりっ!」VOL.1 - VOL.7・「ステキな奥さま♥」・「上司の奥さま」
- 『彼女の飼い方』 双葉社〈アクションコミックス〉、全2巻
  1. 2005年8月27日発売[4]、ISBN 4-575-83136-0
  2. 2006年6月12日発売[5]、ISBN 4-575-83246-4
- 『ちまちまっ』 2006年3月発売、アップロードシナジー、ISBN 4-903471-07-1
- 『姉妹の飼い方』 2010年7月31日発売[6]、若生出版〈ワコーコミックス〉、ISBN 978-4-94871-419-9
- 『彼女の飼い方 ねこなま』 2011年3月28日発売[7]、双葉社〈アクションコミックス〉、ISBN 978-4-57583-887-9
- 『らぶ♪メロ』 2012年5月12日発売[8]、双葉社〈アクションコミックス アクションピザッツ〉、ISBN 978-4-57584-075-9
収録作品：「らぶ♪メロ」stage:1 - stage:5・「ジョイ恋」vol:1 - vol:5
- 『シュガーポットへようこそ』 2013年2月15日発売、エンジェル出版〈エンジェルコミックス〉、ISBN 978-4-87306-489-5
- 『シュガーポットの恋人 シュガーポットへようこそ 2』 2013年12月17日発売[9]、エンジェル出版〈エンジェルコミックス〉、ISBN 978-4-87306-546-5
- 『恋愛観光。』 2014年12月17日発売、エンジェル出版〈エンジェルコミックス〉、ISBN 978-4-87306-618-9
- 『えろイトコ。』 2015年9月17日発売[10]、エンジェル出版〈エンジェルコミックス〉、ISBN 978-4-87306-668-4
- 『孕ませ学園 白濁まみれの性春』 2016年6月6日発売[11]、海王社〈KAIOHSHA COMICS〉、ISBN 978-4-79640-873-8
  - 『孕ませ学園 白濁まみれの性春』 2019年9月発売、楽楽出版〈RK COMICS CYBERIA SERIES〉、ISBN 978-4-86704-875-7
- 『神も仏も…』 双葉社〈アクションコミックス〉
  1. 2017年7月21日発売[12]、ISBN 978-4-57585-009-3
- 『イビツな彼女』 2020年11月26日発売[13]、双葉社〈アクションコミックス 毒りんごcomic〉、ISBN 978-4-575-85519-7